# Мацаро (Месина)
Мацаро је насеље у Италији у округу Месина, региону Сицилија.
Према процени из 2011. у насељу је живело 133 становника. Насеље се налази на надморској висини од 24 м.